# Рошфор (округ)
Округ Рошфор (фр. Arrondissement de Rochefort) — округ у Франції, в департаменті Приморська Шаранта. 2023 року округ об'єднував 78 муніципалітетів, населення становило 193 038 осіб.
Адміністративний центр (супрефектура) — Рошфор.

## Муніципалітети
Список муніципалітетів округу та їхні коди INSEE:
1. Ане (17007)
2. Арвер (17021)
3. Ардійєр (17018)
4. Баллон (17032)
5. Боже (17036)
6. Бреє (17064)
7. Брей-ла-Реорт (17063)
8. Брей-Маньє (17065)
9. Буе (17057)
10. Бурсфран-ле-Шапю (17058)
11. Вержеру (17463)
12. Вірсон (17480)
13. Во-сюр-Мер (17461)
14. Вуе (17482)
15. Долю-д'Олерон (17140)
16. Егрефей-д'Оні (17003)
17. Етоль (17155)
18. Ешіє (17146)
19. Женує (17174)
20. Іль-д'Екс (17004)
21. Кабарйо (17075)
22. Ла-Бре-ле-Бен (17486)
23. Ла-Гриппері-Сен-Семфор'ян (17184)
24. Ла-Девіз (17457)
25. Ла-Трамблад (17452)
26. Ландре (17203)
27. Ле-Гран-Віллаж-Плаж (17485)
28. Ле-Гюа (17185)
29. Ле-Мат (17225)
30. Ле-Ту (17447)
31. Ле-Шато-д'Олерон (17093)
32. Л'Егій (17151)
33. Луар-ле-Маре (17205)
34. Люссан (17216)
35. Маренн-Ієр-Бруаж (17219)
36. Марсе (17221)
37. Меше-сюр-Жиронд (17230)
38. Моез (17237)
39. Морань (17246)
40. Морнак-сюр-Седр (17247)
41. Мюрон (17253)
42. Ньєль-сюр-Седр (17265)
43. Пор-де-Барк (17484)
44. Пюїраво (17293)
45. Рошфор (17299)
46. Руаян (17306)
47. Сен-Дені-д'Олерон (17323)
48. Сен-Жан-д'Англь (17348)
49. Сен-Жорж-де-Дідонн (17333)
50. Сен-Жорж-д'Олерон (17337)
51. Сен-Жорж-дю-Буа (17338)
52. Сен-Жуст-Люзак (17351)
53. Сен-Іпполіт (17346)
54. Сен-Крепен (17321)
55. Сен-Кутан-ле-Гран (17320)
56. Сен-Лоран-де-ла-Пре (17353)
57. Сен-Мар (17359)
58. Сен-Назер-сюр-Шарант (17375)
59. Сен-Пале-сюр-Мер (17380)
60. Сен-П'єрр-д'Амії (17382)
61. Сен-П'єрр-д'Олерон (17385)
62. Сен-П'єрр-ла-Ну (17340)
63. Сен-Сатюрнен-дю-Буа (17394)
64. Сен-Сорнен (17406)
65. Сен-Сюльпіс-де-Руаян (17409)
66. Сен-Трожан-ле-Бен (17411)
67. Сен-Фру (17329)
68. Сент-Аньян (17308)
69. Сент-Огюстен (17311)
70. Сіре-д'Оні (17107)
71. Субіз (17429)
72. Сюржер (17434)
73. Тонне-Шарант (17449)
74. Форж (17166)
75. Фура (17168)
76. Шайветт (17079)
77. Шамбон (17080)
78. Шампань (17083)